# Actias luna
Actias luna ( tên khác là  Bướm đêm Luna ) là một loài bướm đêm có cánh màu xanh đá vôi và thân trắng. Ấu trùng có màu xanh lá cây. Đây là loài bướm đêm Tân Bắc giới trong họ Saturniidae, phân họ Saturniinae. Loài bướm này được tìm thấy ở Bắc Mỹ, từ phía đông của Đại Bình nguyên ở Hoa Kỳ – Florida đến Maine, và từ Saskatchewan về phía đông qua trung tâm Quebec tới Nova Scotia ở Canada.

## Phân loại
Được miêu tả và đặt tên là  Phalena plumata caudata  bởi James Petiver vào năm 1700, đây là loài đầu tiên trong họ Saturniidae Bắc Mỹ được báo cáo trong tài liệu côn trùng. Chữ Latin đầu, mà gần như dịch thành "rực rỡ, đuôi lông," đã được thay thế khi Carl Linnaeus mô tả loài vào năm 1758 trong ấn bản thứ mười của Systema Naturae, và đổi tên loài thành Phalaena luna, sau đó thành Actias luna, với luna xuất phát từ Luna, nữ thần mặt trăng La Mã. Tên phổ biến đã trở thành "bướm Luna." Một số loài bướm đêm khổng lồ khác của Bắc Mỹ cũng được đặt tên loài sau thần thoại La Mã hoặc Hy Lạp..

## Miêu tả
Thường chúng có sải cái dài khoảng 114 mm (4,5 in), nhưng có thể vượt quá 178 mm (7,0 in), khiến chúng là một trong những loài bướm đêm lớn hơn ở Bắc Mỹ. Trên khắp Canada, chúng sinh sản mỗi năm một lứa, với những cá thể trưởng thành có cánh xuất hiện vào cuối tháng 5 hoặc đầu tháng 6, trong khi xa hơn về phía nam nó sẽ có hai hoặc thậm chí ba lứa mỗi năm, xuất hiện đầu tiên vào đầu tháng Ba ở miền nam Hoa Kỳ.
Như các cơ chế bảo vệ, ấu trùng phát ra tiếng kêu lách cách như một cảnh báo và cũng cuộn ruột lên, được xác nhận là có tác dụng ngăn chặn trên nhiều loại động vật ăn thịt khác nhau Các đuôi dài của đuôi sau được cho là gây nhầm lẫn cho phát hiện định vị bằng tiếng vang được sử dụng bởi những con dơi săn mồi. Một con ruồi ký sinh cố ý đưa vào Bắc Mỹ để kiểm soát sinh học cho các loài xâm lấn Lymantria dispar dường như đã có tác động tiêu cực lên loài bướm đêm này và các loài bướm đêm bản địa khác.

## Hình ảnh

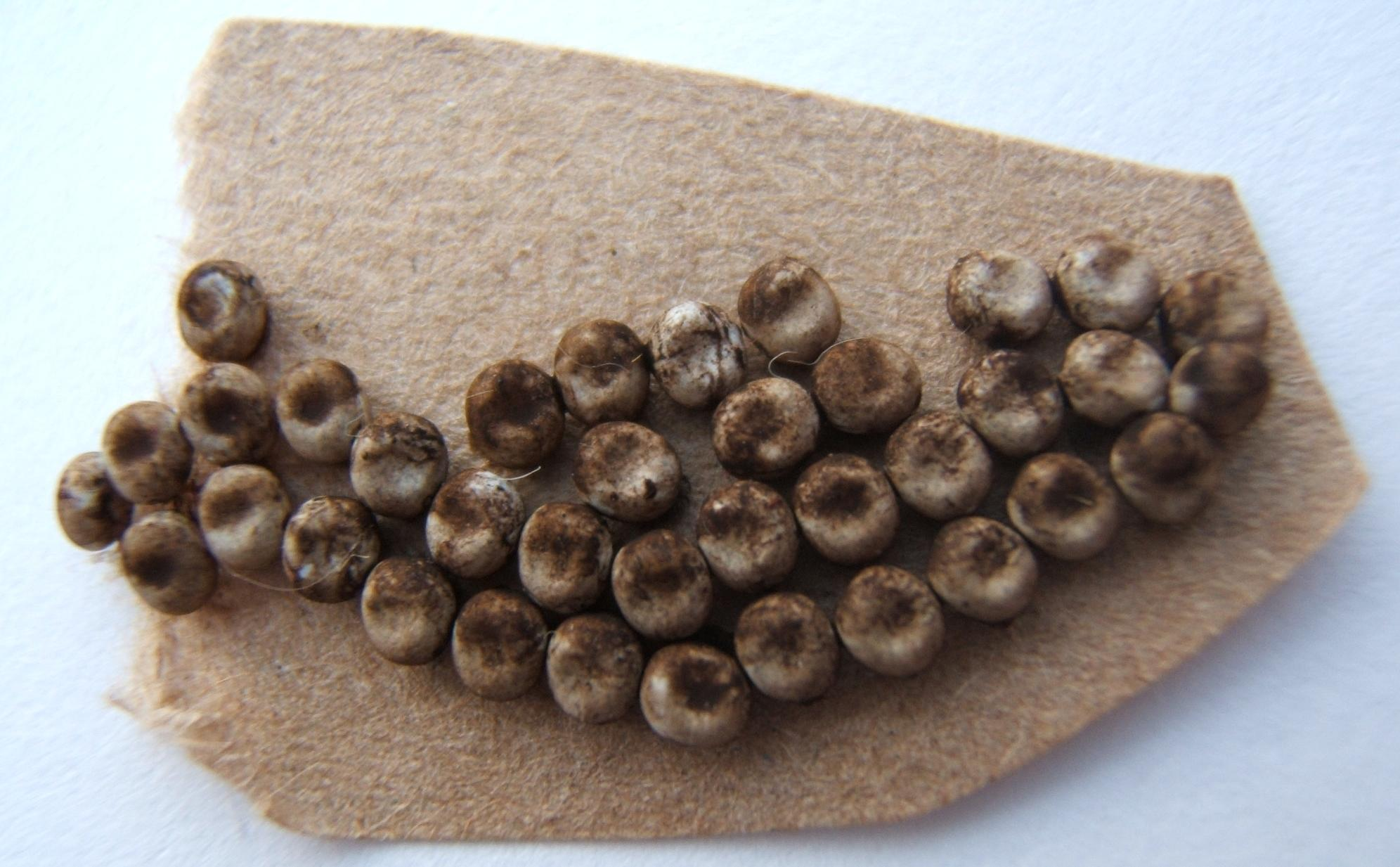
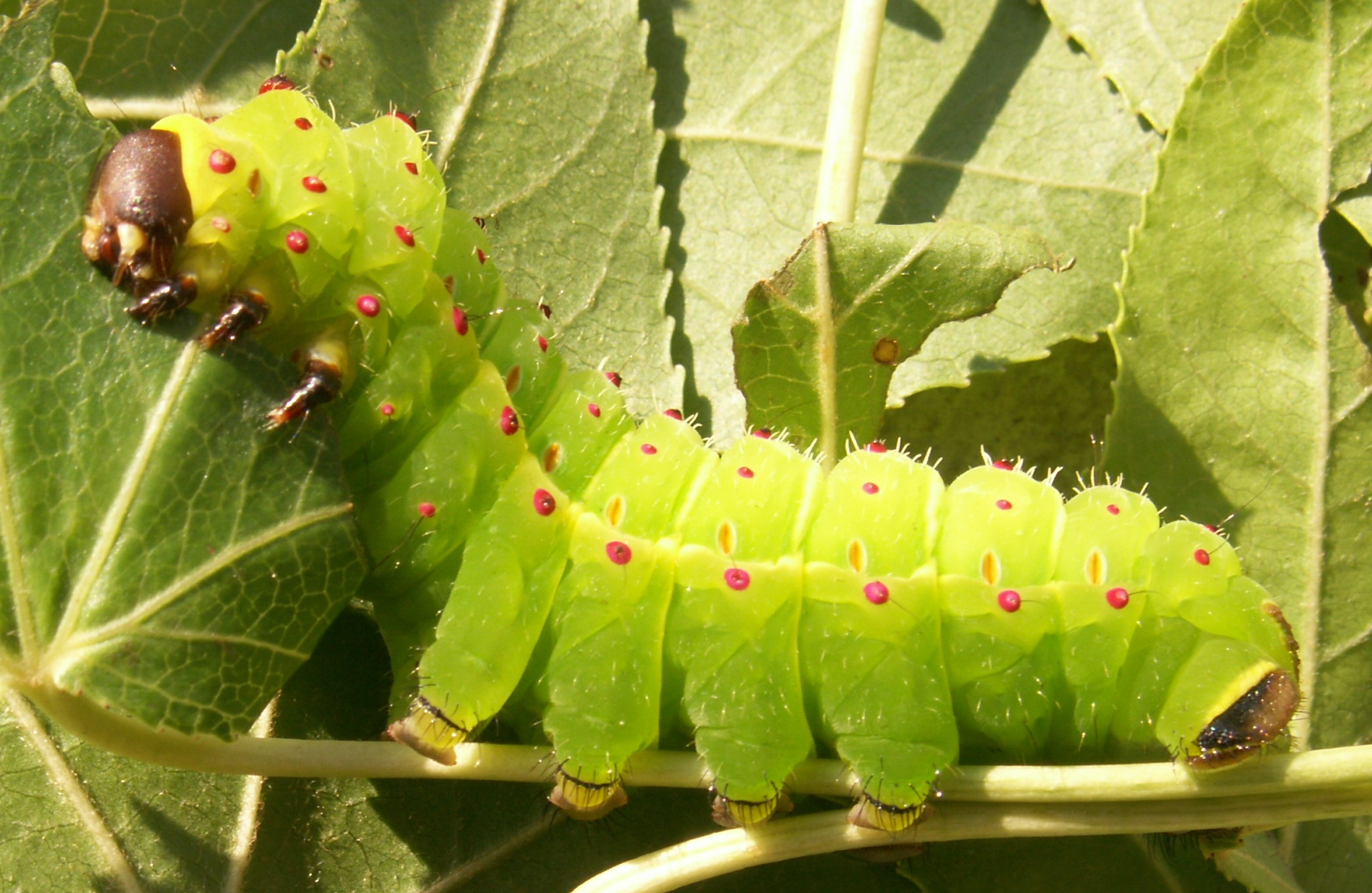
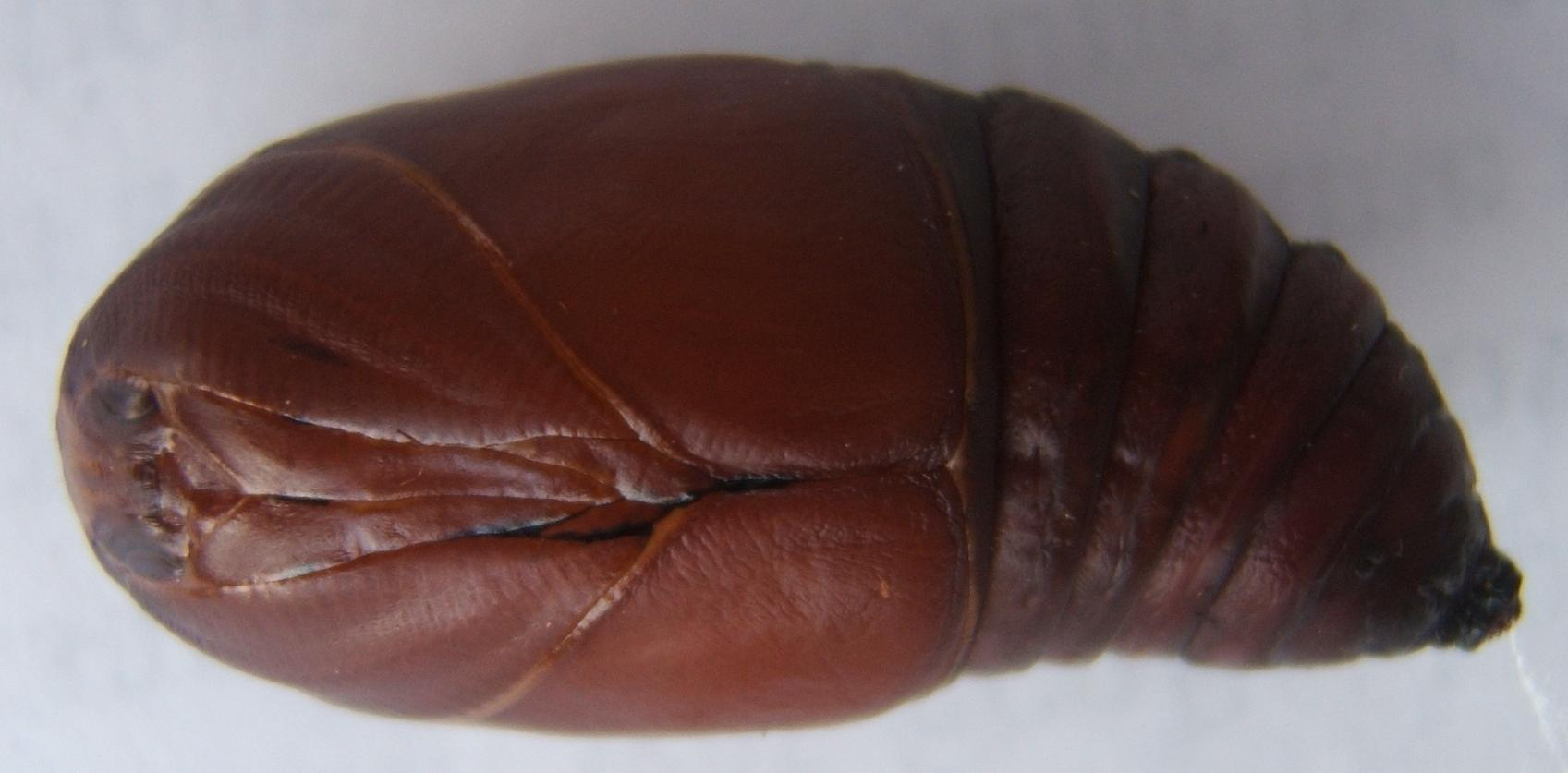
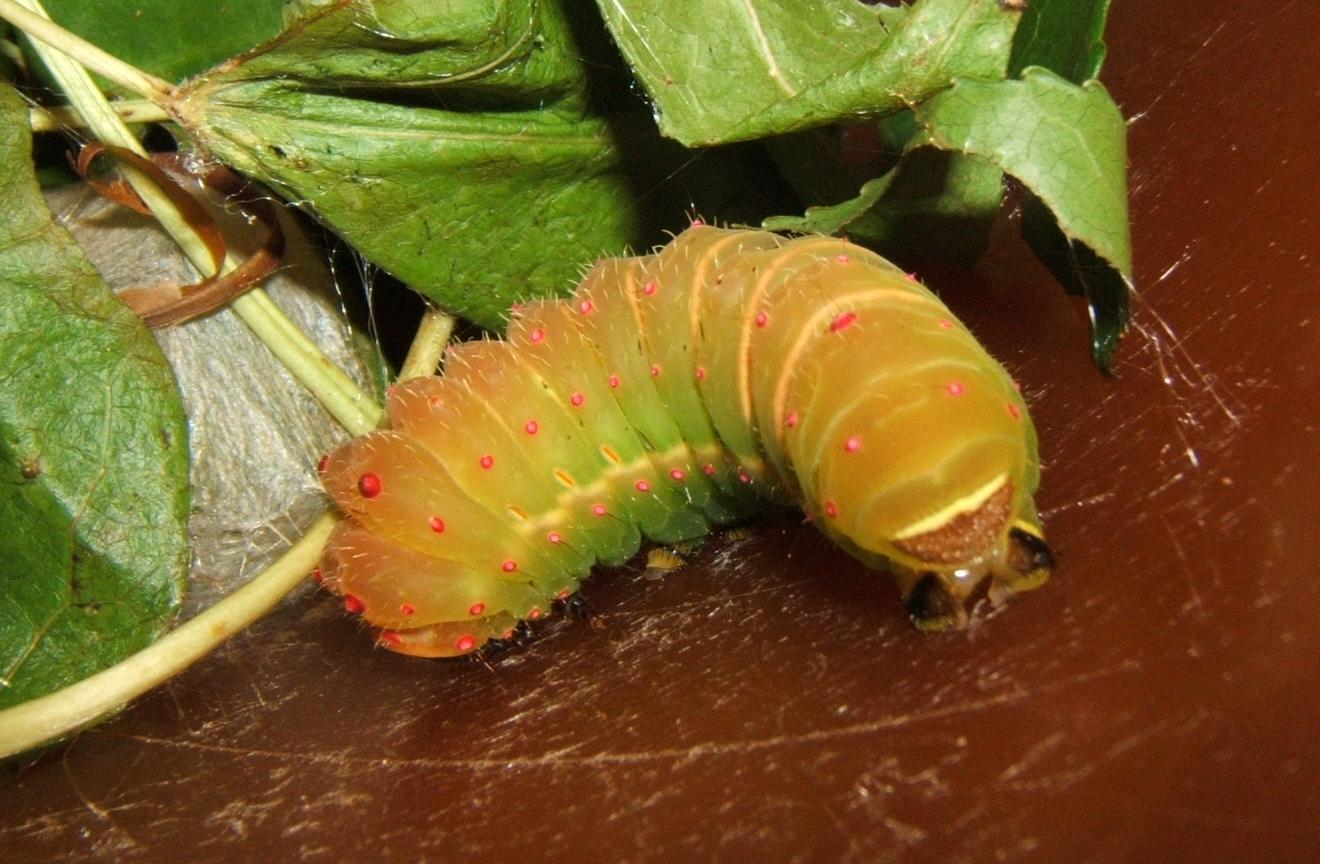
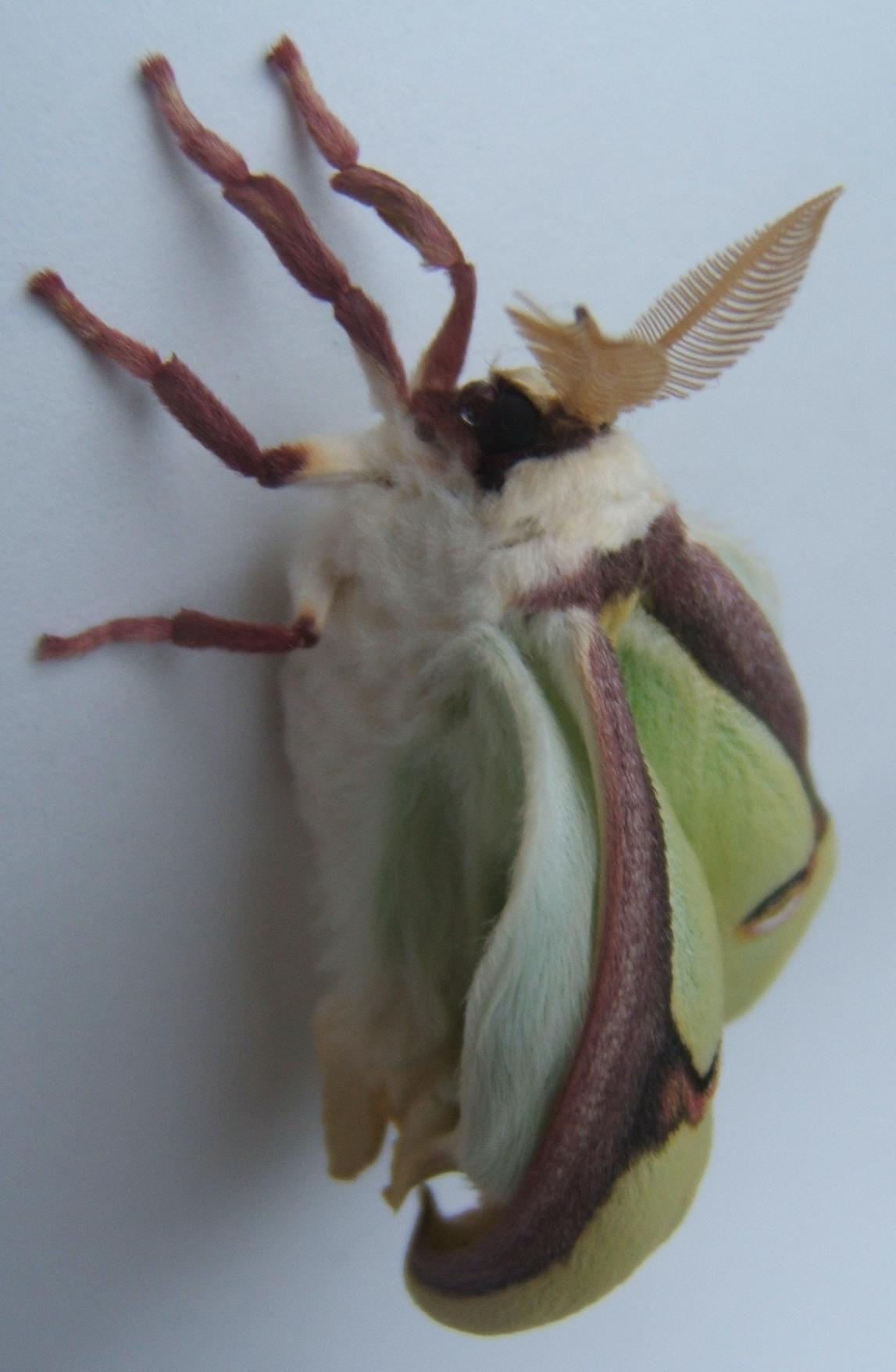
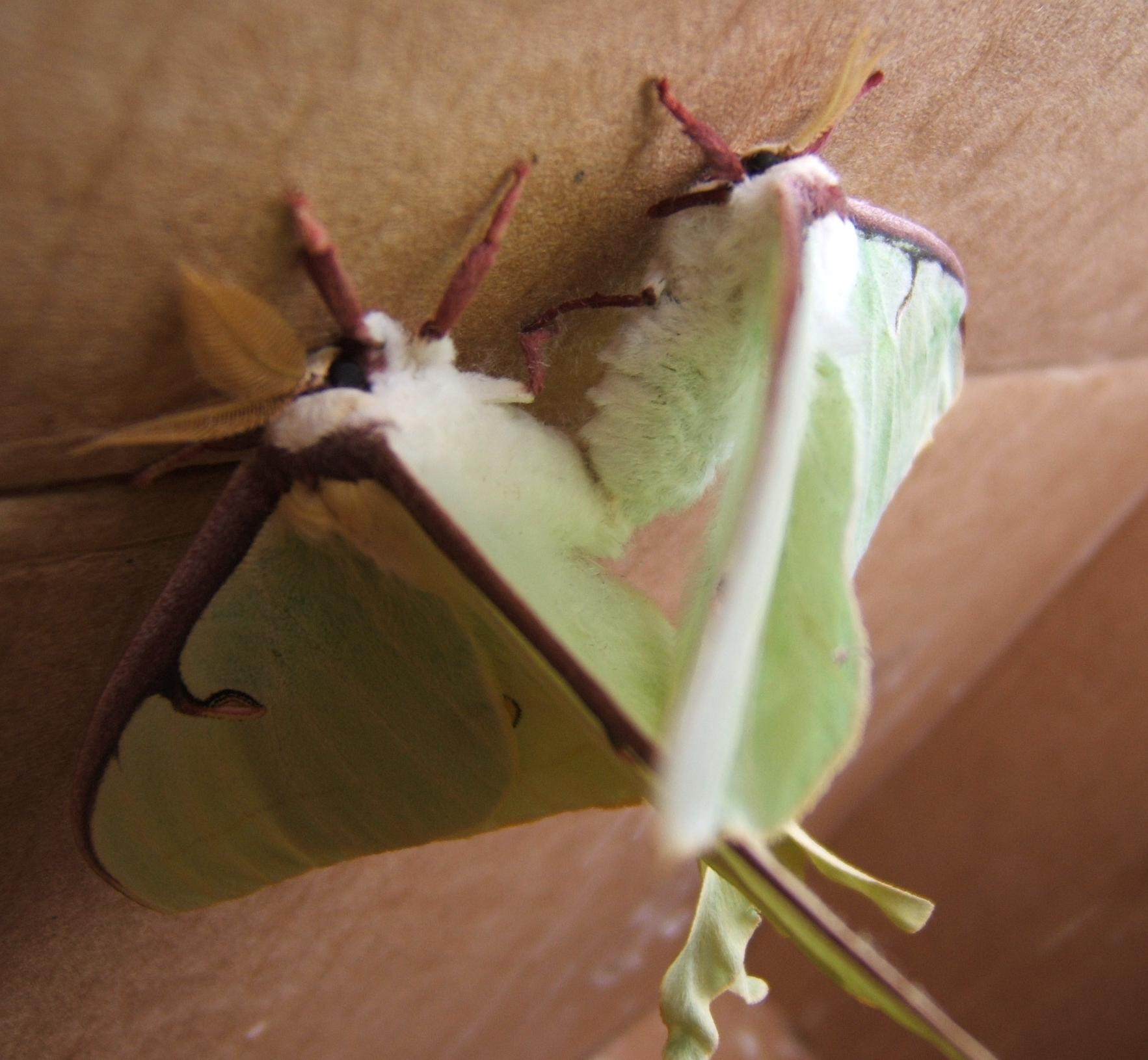